# Multinationales Korps Nord-Ost
Das Multinationale Korps Nord-Ost (englisch Multinational Corps Northeast, MNC NE) ist das aufgrund eines Beschlusses von 1998 zwischen Dänemark, Polen und Deutschland aufgestellte gemeinsame militärische Hauptquartier, das am 18. September 1999 in Stettin in Dienst gestellt wurde.
In den ersten gut zwei Jahrzehnten nach seiner Aufstellung zählte das Multinationale Korps Nord-Ost, anders als die ursprünglich als Großverband konzipierte Ebene des Korps, dem mehrere Divisionen unterstellt waren, zu den schnell verlegbaren Hauptquartieren (Rapidly Deployable Corps Headquarters) des NATO-Hauptquartiers Supreme Headquarters Allied Powers Europe (SHAPE).
Auf Grund der expansiven Politik Russlands in den 2010er Jahren verlagerte sich der Schwerpunkt nach 2014 (Annexion der Krim, Russisch-Ukrainischer Krieg, seit dem 24. Februar 2022 von Russland eskaliert) allmählich und beschleunigt nach dem NATO-Gipfel von Madrid 2022 auf die Bündnisverteidigung mit direkt unterstellten Divisionen.

## Geschichte
Beim NATO-Gipfel in Madrid 1997 wurde den vormaligen Ostblock-Staaten Polen, Ungarn und Tschechien ein NATO-Beitritt angeboten; die drei Staaten traten zum 12. März 1999 der NATO bei.
Die Verteidigungsminister Dänemarks, Deutschlands und Polens vereinbarten am 16. April 1998 die Aufstellung eines gemeinsamen Korps. Ausgehend vom deutsch-dänischen Korps LANDJUT sollten Truppen aus Polen nach dessen NATO-Beitritt in das Korps integriert werden. Am 5. September 1998 unterzeichneten sie in Stettin das Übereinkommen zur Bildung des Korps, in dem dessen Grundlagen festgelegt wurden. Indem ein bestehendes Korps (LANDJUT) nach Stettin verlegt wurde, konnte bereits Ende 2000 die Einsatzbereitschaft des neu gebildeten Korps gemeldet werden. Das Korps war zunächst nicht in die NATO-Kommandostruktur eingebunden. 2005 bestand das Korps die obligatorische „volle operative Einsatzfähigkeit“ und war damit als eines der NATO Deployable Headquarters von SHAPE befähigt, seit 2006 an NATO-Missionen teilzunehmen bzw. diese zu führen. Von Januar bis August 2007 war das Multinationale Korps Nord-Ost für die operative Leitung der ISAF in Afghanistan verantwortlich; es beteiligte sich im Jahr 2010 erneut an der ISAF.
Am 18. September 2009 feierte das Korps sein zehnjähriges Bestehen.
Am 14. Juni 2017 zertifizierte die NATO das MNC NE durch als Hauptquartier für High-Readiness-Forces (High-Readiness Forces Headquarters (Land)), womit das Korps die Führungsfunktion über Landoperationen an der nordöstlichen Flanke der NATO, insbesondere dem Baltikum und Nordpolen, übernahm. Es war seinerzeit damit das einzige Hauptquartier der NATO mit einem festgeschriebenen regionalen Verantwortungsbereich. Die vier 2017 aufgestellten NATO-Battlegroups in den drei baltischen Staaten und Polen waren neben den Korpstruppen (seinerzeit eine polnische Stabskompanie, ein multinationaler Fernmeldezug und die multinationale Führungsunterstützungsbrigade) die ersten dem Korps direkt unterstellten Kampftruppen.
In den Jahren 2018 und 2019 wurden zwei multinationale Divisionen, Nordost und Nord aufgestellt, die nachdem sie 2018 und 2023 ihre volle Einsatzbereitschaft erlangten, ebenfalls dem MNC NE unterstellt wurden.
Im Verlauf der folgenden Jahre verlagerte sich Schwerpunkt der Aufgaben immer weiter Richtung Bündnisverteigung, insbesondere seit 2022, als die bisherige Struktur des Bündnisses von der NATO Response Force (NRF) nach dem NATO-Gipfel in Madrid durch das New Force Model (NFM) abgelöst wurde. 2022 wurde auch eine estnische Division aufgestellt. Sie wurde 2023 dem MNC NE unterstellt.
Das Korps ist demnach ein "Tier-1" Korps. Ein neuer regionaler Verteidigungsplan entstand nach dem NATO-Gipfel in Vilnius 2023 und sowohl die direkt unterstellten Korpstruppen als auch die geführten weiteren Großverbände wurden im Umfang erweitert.

## Aufgaben
Die Hauptaufgaben des Korps sind:
- Planung und Durchführung gemeinsamer Verteidigung gemäß Artikel 5 des NATO-Vertrages
- Friedenserhaltende oder -schaffende multinationale Einsätze; diese Rolle trat nach 2022 in den Hintergrund
- Rettungseinsätze und Katastrophenhilfe

Dazu ist das Korps in der Lage, als NATO Deployable Headquarters einen multinationalen Einsatz wie ISAF zu führen.

## Gliederung
Im Stab des Korps sind (2018) 25 NATO-Bündnispartner vertreten. Federführend und Truppensteller sind die drei Gründungsnationen Deutschland, Dänemark und Polen. Die einzelnen Truppenteile sind national geführt und unterstehen nur im Bedarfsfall dem multinationalen Korpskommando, das wiederum dem Supreme Headquarters Allied Powers Europe unterstellt ist. Die deutschen Anteile werden also, solange der Bedarfsfall nicht eingetreten ist, weiterhin vom Kommando Heer geführt. Im Hauptquartier in Stettin ist die Amtssprache Englisch. Ungewöhnlich für einen militärischen Verband ist der trilaterale Korpsausschuss, der gegenüber dem Korpsstab weisungsbefugt ist. Die Präsidentschaft wechselt jährlich zwischen den einzelnen Ländern. Die Führungsstellen sind unter den drei federführenden Ländern gleichgewichtig aufgeteilt. Das Korps ist nicht ständig voll präsent, sondern außerhalb von Einsätzen nur als Stab aufgestellt.
Derzeit unterstehen dem Korps die folgenden "Tier-1" Verbände, deren Personal truppendienstlich den jeweiligen nationalen Streitkräften untersteht.
Korpstruppen
- Command Support Brigade, eine multinationale Führungsunterstützungsbrigade mit einer Stabskompanie, Stargard (seit 2007)
  - Polish National Support Unit (POL NSU), Unterstützungselement, Stettin
  - Fernmeldebataillon 610, Prenzlau
  - Deutsch/Britisches Pionierbrückenbataillon 130, Minden (Westf.)
  - Polnisches 100. Fernmeldebataillon, Wałcz/Deutsch Krone
  - Polnisches 104. Logistikbataillon, Wałcz/Deutsch Krone
  - Polnisches 102. Sicherungsbataillon (gekadert, in Friedenszeiten nur ein Kompanie)

Dauerhaft unterstellte Großverbände
- Multinationale Division Nord (MND N), hervorgegangen aus der Dänischen Division in Fredericia, Ādaži und Slagelse (aufgestellt 2019, Unterstellung 2023)
- Multinationale Division Nordost (MND NE), Elbląg/Elbing (aufgestellt 2017, Unterstellung 2018)
- Estnische Division, Tallin (aufgestellt 2022, Unterstellung 2023)
- Deutsch-Französische Brigade (Unterstellung 2025[9])

Bei zusätzlichem Bedarf werden aus den verschiedensten Staaten weitere Verbände zur Verfügung gestellt. Als weiterer "Tier-1" Verband der Bundeswehr gehört hierzu eine gemischte Heeresfliegerbrigade. Zu den "Tier-2" Verbänden der Heeres, die Deutschland zugesagt hat, gehört insbesondere die 10. Panzerdivision, deren Einsatzraum ebenfalls Litauen ist.

## Kommandierende Generale

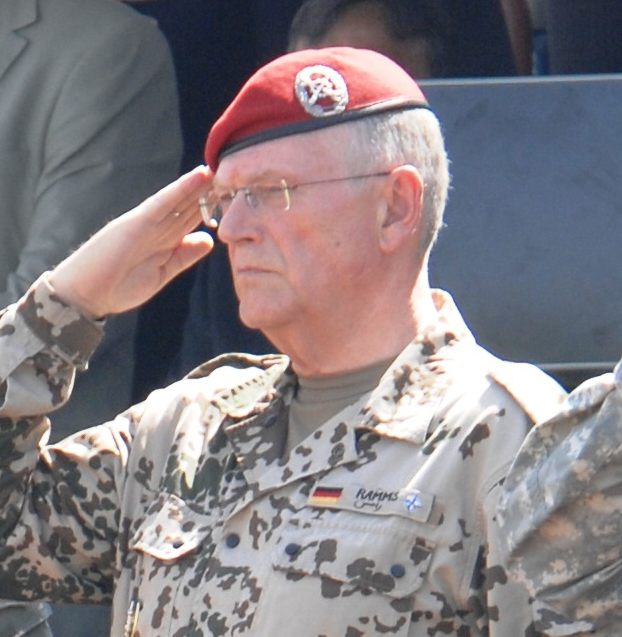
Egon Ramms war der dritte Kommandierende General des Korps

Dem Korps standen folgende Kommandierende Generale in den Dienstgraden Generalleutnant, Generalløjtnant (Dänemark) bzw. Generał broni (Polen) vor:
| Nr. | Name                                        | Nation      | von           | bis           | Bemerkung         |
| --- | ------------------------------------------- | ----------- | ------------- | ------------- | ----------------- |
| 10  | Generał broni Dariusz Parylak               | Polen       | 21. Nov. 2024 | –             |                   |
| 9   | Generalleutnant Jürgen-Joachim von Sandrart | Deutschland | 19. Nov. 2021 | 21. Nov. 2024 |                   |
| 8   | Generał broni Sławomir Wojciechowski        | Polen       | 12. Sep. 2018 | 19. Nov. 2021 |                   |
| 7   | Generalleutnant Manfred Hofmann             | Deutschland | 13. Aug. 2015 | 12. Sep. 2018 |                   |
| 6   | Generał broni Bogusław Samol                | Polen       | 19. Dez. 2012 | 13. Aug. 2015 |                   |
| 5   | Generalleutnant Rainer Korff                | Deutschland | 17. Dez. 2009 | 19. Dez. 2012 |                   |
| 4   | Generał broni Zdzisław Goral                | Polen       | 15. Dez. 2006 | 17. Dez. 2009 |                   |
| 3   | Generalleutnant Egon Ramms                  | Deutschland | 18. Feb. 2004 | 15. Dez. 2006 |                   |
| 2   | Generał broni Zygmunt Sadowski              | Polen       | Apr. 2001     | Dez. 2003     | Im Amt verstorben |
| 1   | Generalløjtnant Henrik H. Ekmann            | Dänemark    | Sep. 1999     | Apr. 2001     |                   |

## Verbandsabzeichen
Das Verbandsabzeichen greift wesentliche Elemente des Verbandsabzeichens des Vorgängerverbandes LANDJUT wieder auf. Der blaue Wappengrund ist eine Reminiszenz an das NATO-Blau. Der NATO-Stern entfiel gänzlich, da das Korps durch eine trinationale Vereinbarung und nicht durch die NATO gebildet wurde. Die drei Wellenkämme sind Hinweis auf die drei Ostseezugänge im Operationsgebiet. Die zwei gekreuzten Schwerter des deutsch-dänischen Korps wurden um ein drittes Schwert für die dritte hinzugetretene Nation Polen ergänzt. Die bei LANDJUT auch für den Standort Rendsburg stehenden Wellenkämme wurden durch den gekrönten Greif in Rot für den Sitz des Stabes in Stettin ersetzt, da die Stadt den Greif im Wappen führt. Der Greif ist dem Wappen Pommerns entlehnt, das in seiner Geschichte eine wechselvolle deutsch-polnische Geschichte aufweist, in der auch Dänemark eine historische Rolle einnimmt (vgl. etwa Zweiter Nordischer Krieg).

Wappen
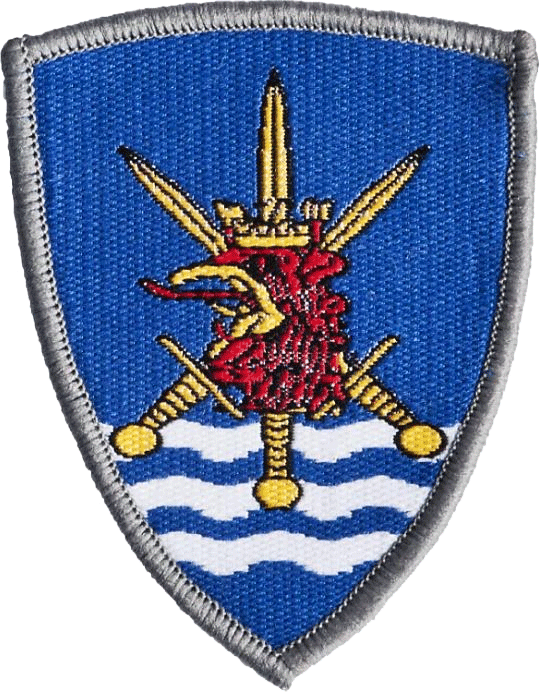
Textilvariante Bunt
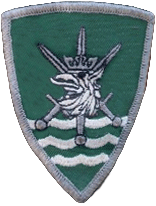
Textilvariante Tarn
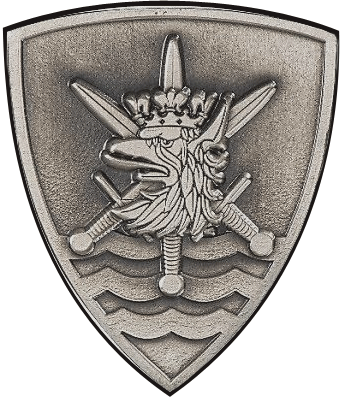
Barettabzeichen

Das Wappen existiert ebenfalls als Barettabzeichen wie auch als Verbandsabzeichen für die Trageweise an Dienstanzug und Feldanzug, in bunt respektive tarn, am linken Ärmel des Dienstanzugs getragen.